# Лареват
Лареват (Laravat, Larevat) — один из находящихся под угрозой исчезновения малекулярных языков, который принадлежит южноокеанийской подгруппе океанийской группы, малайско-полинезийской подсемье австронезийской языковой семьи, на котором говорит народ лареват, который проживает в центральной части острова Малекула в Вануату. Также на языке говорят 60 % детей.